# 황의순문학상
황의순문학상은 전주 완판본의 맥을 잇기 위해 헌신한 황의순 여사의 뜻을 기리고자 제정한 문학상이다.

## 역대 수상 작품
- 2006년 1회 안재진
- 2007년 2회 박은주
- 2008년 3회 강호형
- 2009년 4회 고동주
- 2010년 5회 이동민[1]
- 2011년 6회 인간의 원초적인 외로움을 따뜻함과 편안함으로 버무려낸 서정시 같다는 평가를 받은 남민정 '개구리 첫 국밥'[2]
- 2012년 7회 이난호 '나의 푸른 것들아'
- 2013년 8회 백임현[3]
- 2014년 9회 작가의 언어 구사도 매우 세련되어 있고 탁월하면서도 때로는 실험적인 운용도 시험하는 남영숙 <도시의 유목민>[4]
- 2015년 10회 노혜숙 <생생, 기척을 내다>[5]
- 2016년 11회  일상에서 무심하게 놓쳐버리는 사실을 면밀하게 관찰해 삶의 새로운 의미를 깨닫게 해준 김원 전 서울시립대 부총장 <태평양에서 띄운 편지>
- 2017년 12회 작가와 아름다운 초록별인 지구와의 비밀스러운 사랑을 감성적인 문체로 느낄 수 있게 한 정연희‘천사의 바구니’외 1편